# Hermann Fischer (Ringer)

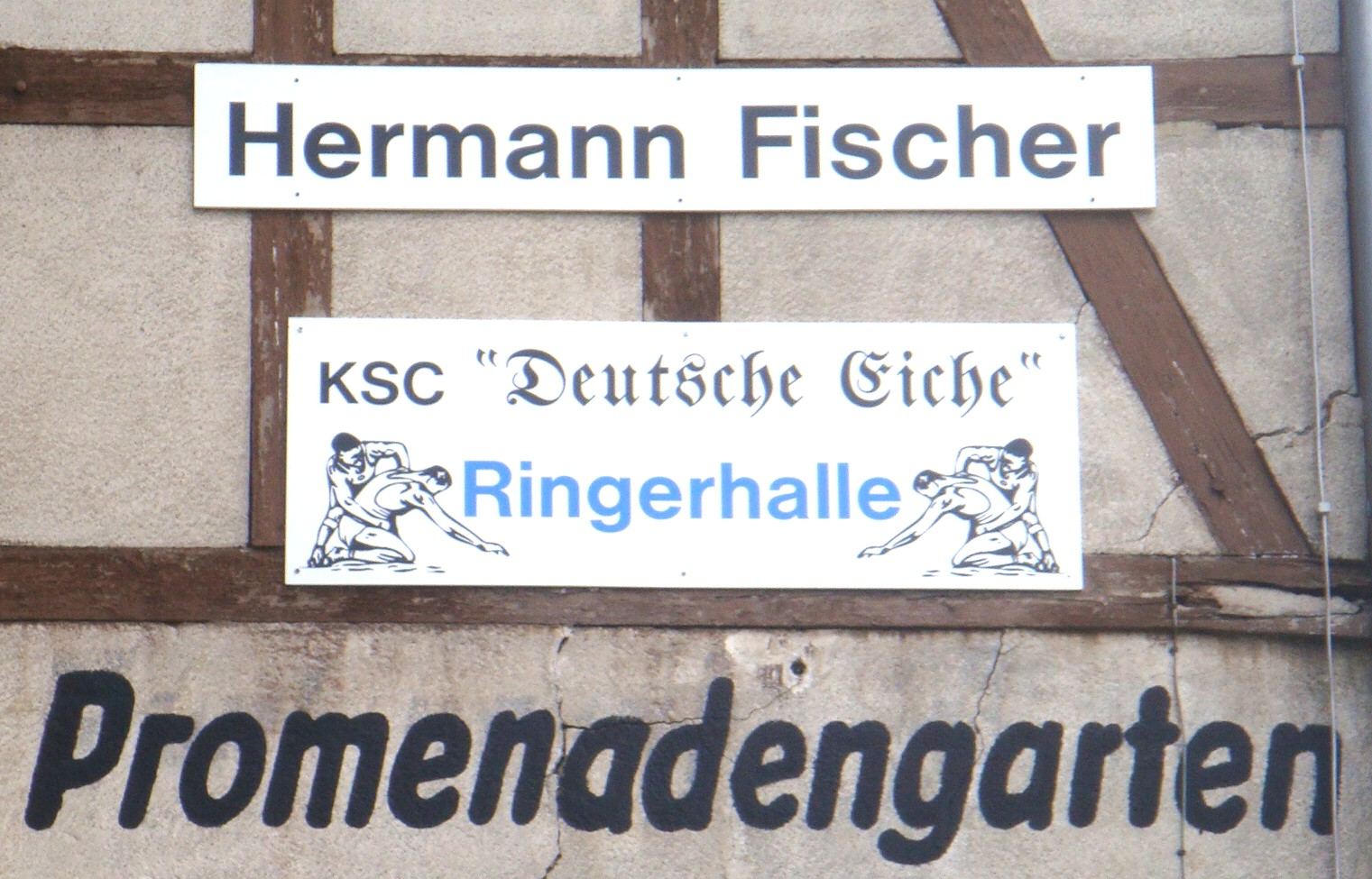
Namensgeber für die Trainingshalle der Apoldaer Ringer

Hermann Fischer (* 18. Januar 1912 in Asch; † 23. November 1984 in Merseburg) war ein deutscher Sportler und kommunistischer Widerstandskämpfer gegen den Nationalsozialismus.

## Leben
Seine Eltern, ein Rundstricker und seine Frau, zogen 1914 von Asch in das thüringische Apolda, wo er die Volksschule besuchte. Seine früh erkennbare Neigung zur Holzbearbeitung ließ ihn den Beruf des Zimmerers und Bautischlers ergreifen. Schon als Jugendlicher betätigte er sich als Ringer in den Apoldaer Sportvereinen „Blau-Gold“ und „Olympia“. Noch während der Zeit von Weltwirtschaftskrise und Arbeitslosigkeit trat er der Roten Hilfe bei, einer kommunistischen Hilfsorganisation. Als die Arbeitersportvereine 1933 verboten wurden, trainierte er heimlich weiter. Im gleichen Jahr wurde er bereits mehrere Wochen inhaftiert wegen politischer Widerstandstätigkeit. Seit 1935 gehörte er der regionalen Widerstandsgruppe Brümmer-Kleine an. 1936 wurde er deswegen zu zwei Jahren Zuchthaus mit Ehrverlust verurteilt. Die Haft verbrachte er im „Roten Ochsen“ von Halle. Nach seiner Entlassung arbeitete er weiter für die Rote Hilfe, wurde 1941 erneut verhaftet und ins KZ Buchenwald verbracht, wo er im Steinbruch arbeiten musste, so dass er am Ende nur noch 40 kg wog.
Nach der Befreiung vom Nationalsozialismus wurde er als Verfolgter des Naziregimes (VdN) anerkannt. Er trat der KPD bei, organisierte die Kriminalpolizei der Stadt Apolda und übernahm anschließend die Leitung eines enteigneten Zimmereibetriebes. Von 1947 bis 1953 gehörte er der Ringer-Nationalmannschaft der DDR an. Seit 1951 war er als Sportfunktionär und Trainer in Berlin, Artern und Leuna tätig, wo er den Ringer-Nachwuchs für die DDR-Nationalmannschaft trainierte. Auch sein Sohn Lothar wurde ein erfolgreicher Ringer, der 1958 bei der Weltmeisterschaft in Budapest eine Bronzemedaille für die DDR errang. Im Jahre 1968 wurde er zusammen mit Hans Bachmann zum Cheftrainer des DDR-Ringersports berufen. 1970 musste er krankheitshalber seine Berufstätigkeit aufgeben, engagierte sich aber weiterhin ehrenamtlich für sportliche Belange.

## Leistungen
- 1949 in Zella-Mehlis 2. Platz bei der deutschen Meisterschaft im griechisch-römischen Stil im Fliegengewicht.[1]

## Ehrungen
- Verdienter Meister des Sports
- Ehrennadel des DTSB der DDR in Gold
- Ehrennadel des Ringerverbandes der DDR in Gold
- Medaille „Kämpfer gegen den Faschismus“
- Verleihung seines Namens am 7. Oktober 1986 an die Trainingshalle der Apoldaer Ringer